# Morgan LIFEcar
La Morgan LIFEcar era un progetto di veicolo elettrico a cella combustibile intrapreso dalla Morgan Motor Company e dall'azienda OSCar. L'obiettivo della LIFEcar era un'automobile sportiva rispettosa dell'ambiente. La ricerca e lo sviluppo erano sostenuti da QinetiQ, una ditta britannica di tecnologia della difesa, così come da parecchie università e sussidi del governo. L'assistente tecnico Hugo Spowers era il direttore responsabile di OSCar ed il capo del progetto.

## Specifiche
Secondo le prime notizie rilasciate già nel 2005, il telaio della LIFEcar avrebbe dovuto essere basato su quello della Morgan Aero 8, mentre QinetiQ avrebbe sviluppato la cellula combustibile a scambio di protoni attraverso una membrana. Il veicolo era progettato per usare i motori elettrici che alimentano ogni ruota. Per poter compiere gli scoppi necessari all'alimentazione dei motori, l'elettricità generata dalla cellula di combustibile veniva immagazzinata in condensatori specializzati.
Nonostante il battage pubblicitario iniziale e dopo essere anche stata presentata come prototipo in esposizione in vari Saloni dell'auto nel 2008, del progetto si sono perse le tracce.